# Plaque émaillée

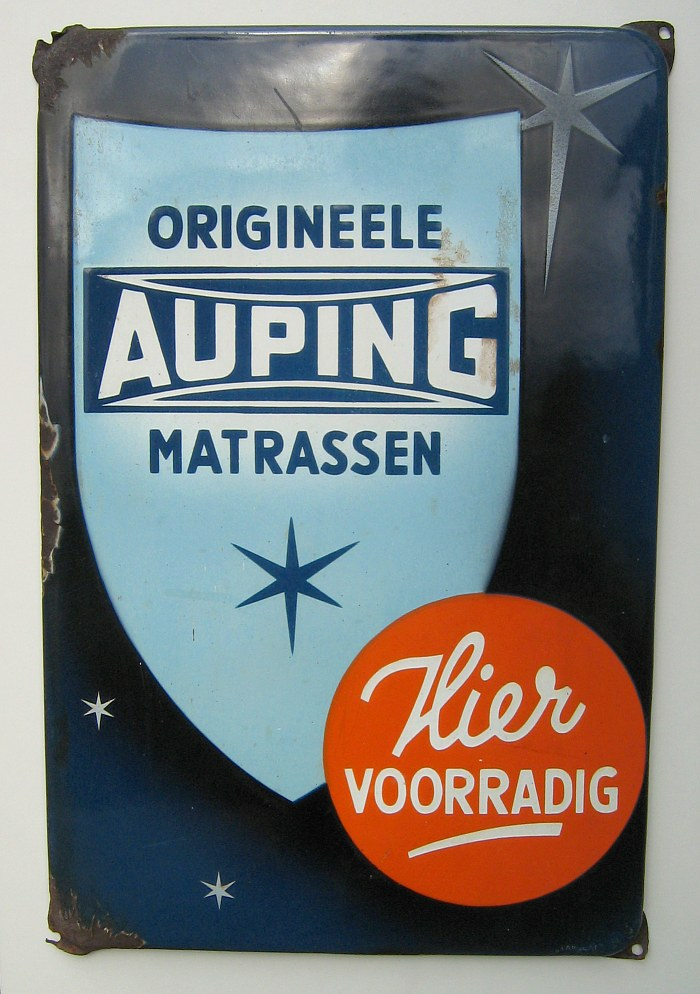
Plaque émaillée néerlandaise

La plaque émaillée est un support de communication et de publicité qui a connu son plus grand développement dans la première moitié du XXe siècle et la décennie suivante (1950-1960).

## Fabrication
La plaque émaillée est une plaque de tôle de dimensions et de formes variables. Elle peut être plate, ou avoir un relief simple (forme bombée) ou plus complexe (lettres, dessins en relief), obtenu par emboutissage. La plaque émaillée est percée de trous qui permettent de la visser ou de la clouer à l'endroit voulu. Le décor de la plaque est de l'émail, il se fait par émaillage : la plaque est d'abord recouverte d'un premier traitement de surface, puis l'émail en poudre est déposé par différents procédés, le plus simple étant le pochoir. La plaque est alors chauffée à environ 820 °C afin de fixer l'émail, puis on recommence avec un second émail, correspondant à la deuxième couleur, et l'opération est répétée autant de fois qu'il y a de couleurs différentes. Le résultat offre un aspect brillant et résiste longtemps à toutes les agressions.

## Utilisations

Publicité Butagaz avec l’emblématique Bob.
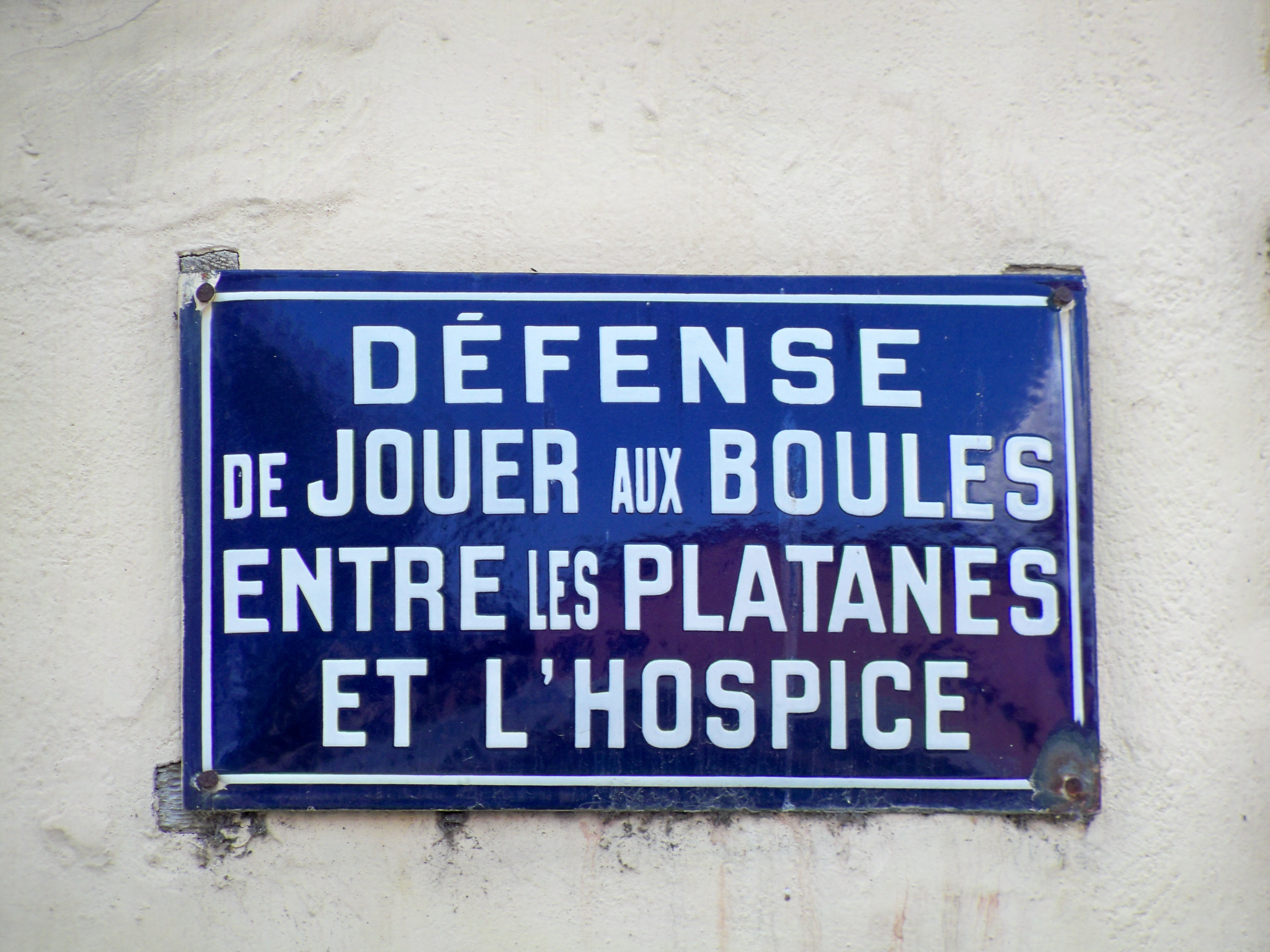
Avertissement aux boulistes à Mane.
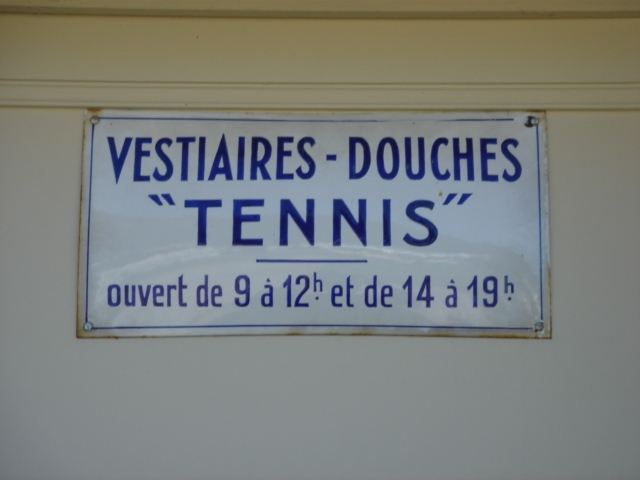
Vestiaires, Vic-sur-Cère.
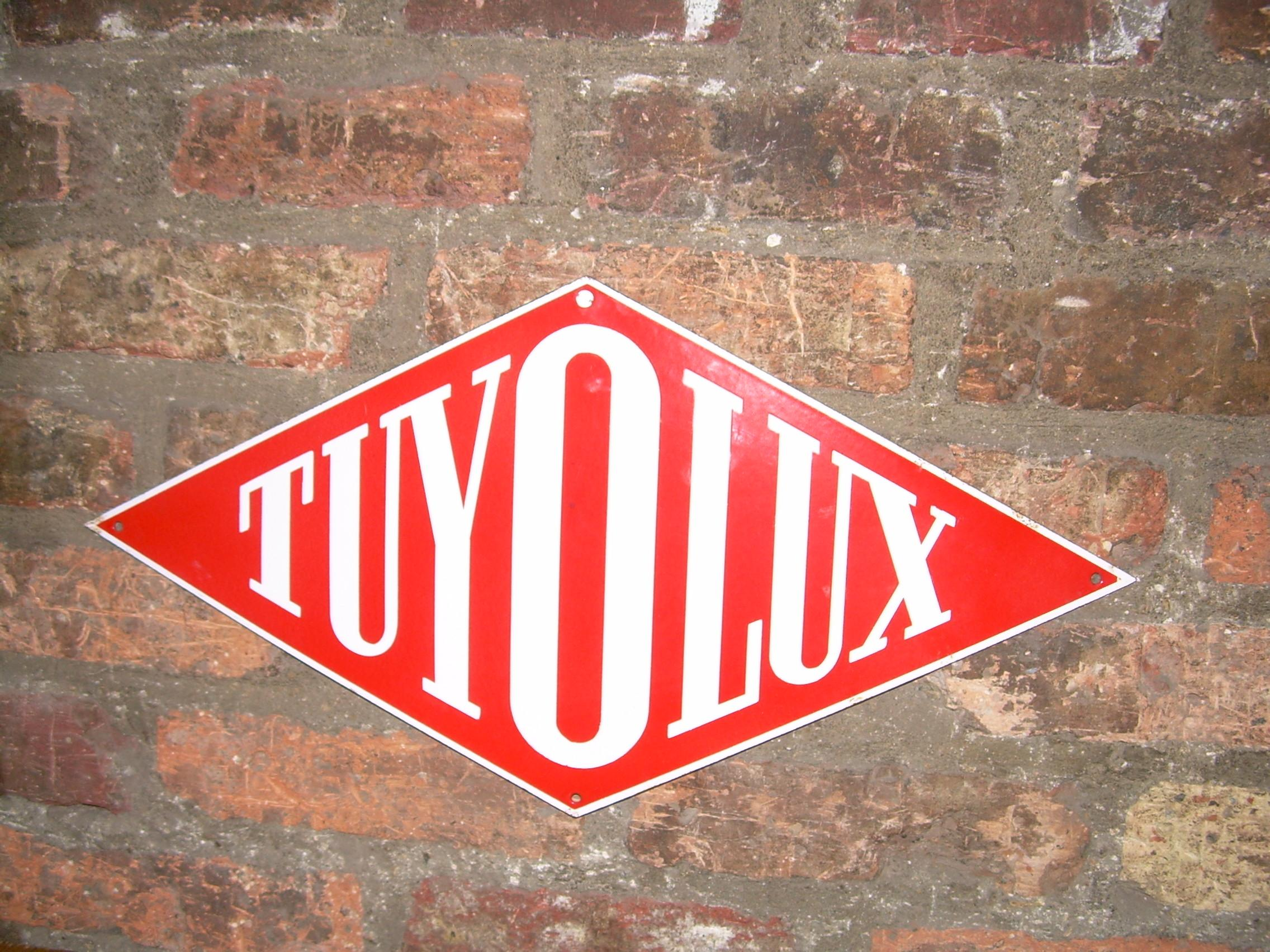
Plaque publicitaire Tuyolux Paris 1957.
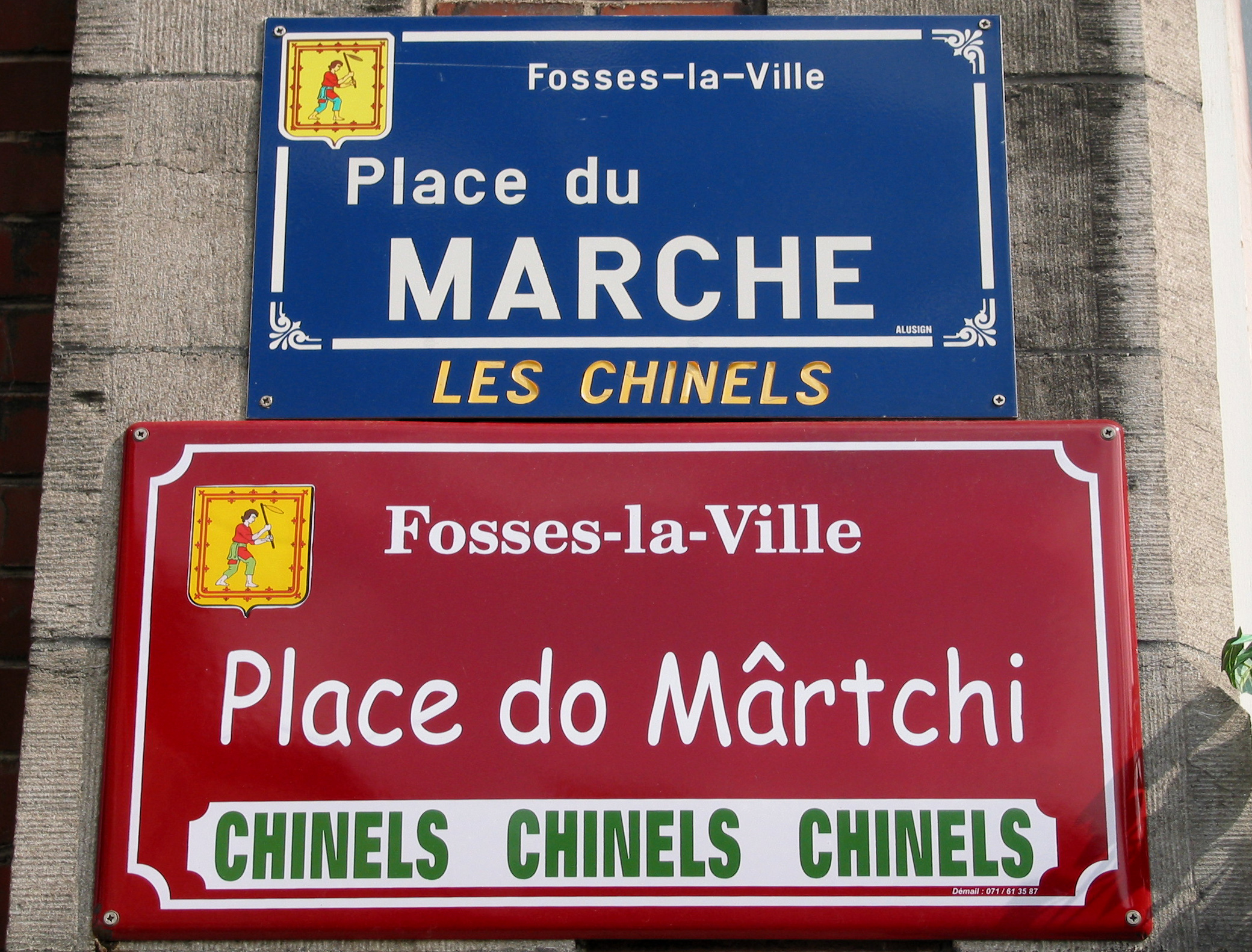
Plaques de rues en français et en wallon, Fosses-la-Ville (Belgique).

La plaque émaillée était utilisée par la publicité, elle pouvait être apposée indifféremment à l'extérieur ou à l'intérieur d'un magasin. C'était un support publicitaire idéal pour des marques et des produits dans la durée, du fait de sa solidité et de sa durabilité. On peut évoquer les célèbres Bouillon Kub dont les grandes plaques étaient apposées sur les murs extérieurs, les petites dans les rayons des épiceries. Toutes les marques de chocolats, d'apéritifs avaient leurs plaques émaillées. Les produits pour l'automobile, huiles, carburants, accessoires, offraient aussi un vaste éventail, y compris les pin-up qui ornaient aussi bien les garages que les calandres des camions.
Les plaques émaillées pouvaient simplement servir pour des indications simples, panonceaux, numéros de maisons ou de chambres d'hôtel, indiquer bureaux, salles, flèches de direction, plaques de rues, panonceaux et signalisations légales (comme la « licence » IV des bars), etc. Une liste exhaustive est impossible à dresser.
Il existait aussi des utilisations mixtes, combinant publicité et indications pour le public, comme, en France, les plaques offertes par Citroën dans l'entre-deux-guerres, qui jouaient un rôle d'indicateur et d'avertissement pour les automobilistes.
Les plaques émaillées font aujourd'hui l'objet de collections. Des fabricants proposent aussi des reproductions, réalisées avec les techniques traditionnelles, ou des créations nouvelles.